# FC Gütersloh
FC Gütersloh 2000 – niemiecki klub piłkarski, mający siedzibę w mieście Gütersloh, w kraju związkowym Nadrenia Północna-Westfalia.

## Historia
Klub został założony w 1978 roku z połączenia dwóch innych klubów sportowych: Sport Verein Arminia i Deutsche Jugendkraft Gütersloh, w nadziei, że nowy klub będzie bardziej wzmocniony niż poprzednie dwa. Z końcem lat 70. klub należał do Amateur Oberliga Westfalen (III. liga), lecz po nieudanym sezonie spadł do Verbandsliga Westfalen (IV. liga). W 1996 roku zespół awansował do 2. Bundesligi, co było największym sukcesem drużyny. Następnie w sezonie 1998/99 klub z powrotem spadł do 3. Bundesligi (powodem był dług w wysokości 7 mln marek niemieckich). Następnie po tym incydencie klub został  rozwiązany. Klub został ponownie założony w 2000 roku, gdzie rozpoczął sezon w Oberliga Westfalen (IV), później występował w Oberliga NRW (V. liga). 
Po powtarzających się problemach finansowych w styczniu 2017 r. klub złożył wniosek o niewypłacalność, jednakże pod koniec maja 2017 r. ogłoszono nowych sponsorów drużyny, czym przedłużono istnienie klubu. 
W derbach rywalizuje z klubem SC Verl.

## Sezony
| Sezon     | Liga                      | Miejsce | Pkt | Bramki |
| --------- | ------------------------- | ------- | --- | ------ |
| 1978/79   | Oberliga Westfalen        | 4       | 44  | 65:41  |
| 1979/80   | Oberliga Westfalen        | 6       | 35  | 53:40  |
| 1980/81   | Oberliga Westfalen        | 4       | 43  | 64:44  |
| 1981/82   | Oberliga Westfalen        | 2       | 50  | 79:47  |
| 1982/83   | Oberliga Westfalen        | 6       | 36  | 66:52  |
| 1983/84   | Oberliga Westfalen        | 1       | 51  | 66:41  |
| 1984/85   | Oberliga Westfalen        | 14      | 30  | 42:49  |
| 1985/86   | Oberliga Westfalen        | 3       | 40  | 58:43  |
| 1986/87   | Oberliga Westfalen        | 8       | 30  | 36:37  |
| 1987/88   | Oberliga Westfalen        | 6       | 35  | 48:38  |
| 1988/89   | Oberliga Westfalen        | 6       | 31  | 45:42  |
| 1989/90   | Oberliga Westfalen        | 15      | 26  | 30:45  |
| 1990/91   | Verbandsliga              | 1       | 43  | 55:25  |
| 1991/92   | Oberliga Westfalen        | 11      | 25  | 28:43  |
| 1992/93   | Oberliga Westfalen        | 13      | 29  | 42:47  |
| 1993/94   | Oberliga Westfalen        | 9       | 28  | 45:44  |
| 1994/95   | Oberliga Westfalen        | 1       | 46  | 66:24  |
| 1995/96   | Regionalliga West/Südwest | 1       | 77  | 80:36  |
| 1996/97   | 2. Fußball-Bundesliga     | 13      | 42  | 43:51  |
| 1997/98   | 2. Fußball-Bundesliga     | 5       | 55  | 43:26  |
| 1998/99   | 2. Fußball-Bundesliga     | 15      | 37  | 39:58  |
| 1999/2000 | Regionalliga West/Südwest | – ¹     | – ¹ | – ¹    |
| 2000/2001 | Oberliga Westfalen        | 4       | 63  | 79:43  |
| 2001/2002 | Oberliga Westfalen        | 9       | 43  | 51:58  |
| 2002/2003 | Oberliga Westfalen        | 3       | 69  | 77:39  |
| 2003/2004 | Oberliga Westfalen        | 8       | 49  | 47:50  |
| 2004/2005 | Oberliga Westfalen        | 9       | 44  | 47:49  |
| 2005/2006 | Oberliga Westfalen        | 3       | 59  | 71:41  |